# Michèle Forgeois
Michèle Forgeois est une sculptrice française née, à Bois-Colombes, le 16 mai 1929 et morte, dans le 18e arrondissement de Paris, le 14 juin 2000.

## Biographie
Michèle Odette Cécile Georgette Caroline Forgeois est née en 1929 à Bois-Colombes. Elle réalise de nombreuses œuvres monumentales, notamment pour la Banque de France à Marne la Vallée et pour les archives départementales de Périgueux. En 1984, François Mitterrand inaugure son Monument à Berty Albrecht, place du Bataillon-du-Pacifique à Paris.
Elle est morte à son atelier du Bateau-Lavoir à Paris et est inhumée ans la même ville au cimetière de Montmartre.

## Distinction
- Chevalier des Arts et des Lettres.